# The Interrupters
|  | Denne artikel er oprettet af botten PalnaBot ud fra en ekstern database. Den kan derfor have sproglige fejl eller mangler. Denne skabelon kan fjernes efter kontrol af indholdet. |

Chicagos Gadeengle er en film instrueret af Steve James.

## Handling
Chicagos gadeengle følger tre personer, der med stort mod, ydmyghed og humor arbejder for at beskytte deres lokalsamfund i Chicago fra den vold, de engang selv udøvede. Filmen er en intim rejse ind i hjertet af den vold der år ud og år ind hærger i den amerikanske stoby. Gennem et helt års optagelser følger filmen disse tre personer - to mænd og en kvinde - i deres arbejde med at gribe ind i tvister, før de eskalerer og bliver voldelige og endda dødelige. Filmen indfanger ikke blot deres arbejde, men også deres egne historier om håb og frelse.